# 大阪科学技術館
大阪科学技術館（おおさかかがくぎじゅつかん）は、大阪府大阪市西区に存在する科学館。

## 概要
1963年に開館した。
施設は靱公園の東出口の南隣、五代友厚の屋敷跡に建つ大阪科学技術センタービルの1F-2Fに存在する。館内は出展企業単位でブースが設けられており、環境技術・資源エネルギー・都市開発・建設技術・生活科学・エレクトロニクス・バイオテクノロジー・地球環境・新素材など、それぞれの分野の先端科学技術をゲーム感覚で学べる、体験参加型の科学館である。

## 展示内容
テーマ
- マテリアル（新しい素材をさぐるコース）
- ニューライフ（楽しい暮らしのコース）
- アース（地球をみつめるコース）
- インフォメーション（情報・映像のコース）
- エネルギー（エネルギーのコース）

1階
- テクノ☆情報広場
- 道路交通情報通信システムセンター「VICSドライブ・シミュレーター」
- マテリアル展示
  - 日本製鉄「鉄のできるまで」
- アース展示
  - プランテック「地球にやさしい環境技術〜ごみは貴重なエネルギー〜」
  - フジキン「3億年前から存在する魚「チョウザメ」」
  - 日立造船「エネルギーと水を世界中に。みんなで地球を守ろう！」
- コミュニケーション展示
  - オプテージ「知ろう!試そう!光ファイバー」
  - 非破壊検査「見えないものを、見えないもので、見る」
- エネルギー展示
  - 関西原子力懇談会・関西電力「エネルギー・チャレンジ・ツアー エネッチャ!」
  - 大阪ガス「21世紀のエネルギー「天然ガス」」

2階
- サイテック発見広場
- 出展社情報コーナー
  - テクノくん広場
- ニューライフ展示
  - NTN「見えないところに超技術！街中から宇宙まで、あらゆるところで活躍するベアリング」
  - 音羽電気工業「ようこそ雷の世界へ」
  - 利昌工業「LEDって何だろう?」
  - 量子科学技術研究開発機構「私たちの世界は量子でできている ～不思議の世界へグー・パー・タッチ！～」
  - パナソニック「ひかりがつくるワンダーワールド」
- アース展示
  - 大林組「建築物、高さへの挑戦〜古代ピラミッドから現代超高層建築まで〜」
  - 三菱電機「キッズのための エコのわくせい」
  - 海洋研究開発機構「海から地球を探る」
  - 宇宙航空研究開発機構「宇宙開発最前線」
  - 日立製作所「Nature Contact〜みんなで地球の未来を考えよう！」
- コミュニケーション展示
  - 堀場製作所「“はかる”ことからすべてがはじまる」
  - 科学技術振興機構「マジカルカード～不思議なカードを触ってみよう～」
- エネルギー展示
  - エネルギー情報コーナー
  - ダイヘン「ワイヤレス充電が描く未来社会」
  - 三社電機製作所「身近に活躍する未来のエネルギー〜太陽光発電〜」
  - 東芝「水素を使った新しいエネルギー社会」
  - 日本原子力研究開発機構「Atomic Energy Science Laboratory〜放射線と原子力〜」
  - 岩谷産業「くらしに役立つ水素のチカラ」

## 利用情報
- 入館料：無料
- 開館時間：午前10時 - 午後5時
- 休館日：日祝、年末年始

## 所在地
- 〒550-0004 大阪府大阪市西区靱本町1丁目8番4号

## 交通アクセス
- Osaka Metro四ツ橋線 本町駅 徒歩3分

## 出展企業
- 関西電力
- 非破壊検査
- 住友精密工業
- 大阪ガス
- 日立造船
- ダイハツ工業
- 大林組
- 日本原子力発電
- NTN
- クボタ
- 宇宙航空研究開発機構
- 海洋研究開発機構

- 産業技術総合研究所
- 利昌工業
- 三社電機製作所
- オルガノ
- 積水化学工業
- 堀場製作所
- 日本原子力研究所
- 核燃料サイクル開発機構
- 三洋電機
- 東芝
- シャープ
- 日立製作所

- 松下電器産業
- 宇部興産
- 三菱電機
- 武田薬品工業
- 大阪科学技術センター
- 科学技術振興機構
- 竹中工務店
- フジキン
- プランテック
- 岩谷産業
- 量子科学技術研究開発機構